# Ellen DeGeneres
Ellen Lee DeGeneres (IPA: [ˈɛlən liː dɨˈdʒɛnəɹəs]; Metairie, 26 gennaio 1958) è una conduttrice televisiva, produttrice televisiva e comica statunitense, ideatrice e presentatrice del talk show The Ellen DeGeneres Show.
Il suo programma è divenuto uno dei talk show statunitensi più visti della storia, facendo vincere alla DeGeneres 30 Daytime Emmy Awards e 20 People's Choice Awards, ricevendo inoltre il Golden Globe alla carriera televisiva nel 2020. Nel corso della sua carriera ha inoltre presentato i Grammy Award, Emmy Award e Premi Oscar.
È autrice di quattro libri e ha fondato la società di produzione televisiva, A Very Good Production, in associazione alla Warner Bros. Ha anche lanciato il marchio ED Ellen DeGeneres, che comprende collezioni di abbigliamento, accessori, prodotti per la casa e articoli per animali.
Per i suoi contributi umanitari e filantropici è stata riconosciuta con la medaglia presidenziale della libertà, venendo inoltre riconosciuta dalla rivista Time come Donna dell'anno del 1997. Al 2020 ha un patrimonio di oltre 370 milioni di dollari, divenendo la 12ª celebrità più pagata al mondo, e posizionandosi al 59º posto delle imprenditrici statunitensi più redditizie.

## Biografia

### Le origini
Ellen DeGeneres è nata a Metairie (Louisiana) da Elliot, un assicuratore (morto nel 2018 all'età di 92 anni) e Betty, un'agente immobiliare, entrambi appartenenti alla Christian Science. Ha ascendenze francesi, inglesi, tedesche e irlandesi. Dopo la separazione dei suoi genitori (avvenuta quando aveva 15 anni) abbandona New Orleans e si trasferisce ad Atlanta (Texas), dove vive con la madre ed il patrigno, Roy Gruessendorf e si diploma nel 1976. Dopo un semestre alla University of New Orleans abbandona gli studi. Successivamente lavora come commessa, giornalista, imbianchina, hostess e barista.

### Inizio carriera
Dopo la morte della sua ex-fidanzata, decide di scrivere una lettera a Dio, in cui domandava il motivo di quella disgrazia. Da quel testo nacque il monologo "Phone Call to God", che la fece diventare celebre nei club e in televisione dopo la sua partecipazione allo show di Johnny Carson. In esso, mimando di avere in mano una cornetta telefonica, chiedeva a Dio (che non si ricordava il suo nome) il motivo per il quale aveva creato le pulci, scatenando l'ilarità di tutto il pubblico. Dopo aver girato gli Stati Uniti con i suoi spettacoli di cabaret, viene eletta nel 1982 dal canale Showtime "persona più divertente d'America". Partecipa a spettacoli televisivi in seconda serata e a programmi comici.
Nel 1986 viene invitata a comparire nel Tonight Show dall'agente e produttore Jim McCawley. È stata la prima donna a essere intervistata sul divano alla sua prima visita da Johnny Carson. Partecipa quindi come comica allo speciale della HBO Tenth Annual Young Comedians. Prima di ottenere uno spettacolo tutto suo, prende parte a piccole sitcom dal vivo: Open House (1989 - 1990) e Laurie Hill (1992). Ha anche realizzato due speciali per la HBO. Il primo si chiamava Ellen DeGeneres: Gli inizi (2001) ed è stato registrato dal vivo al Beacon Theatre di New York. Lo spettacolo più recente, registrato nello stesso luogo, era intitolato Ellen DeGeneres: Qui e ora (2003).

### La sitcomEllen
Ellen DeGeneres conquista il grande pubblico con la sitcom Ellen (1994-1998), che nella prima stagione si chiamava These friends of mine. Il programma della ABC fu molto popolare nelle sue due prime stagioni. Ellen raggiunse l'apice degli ascolti nell'aprile del 1997, quando la DeGeneres (così come il suo personaggio nella sitcom) dichiarò pubblicamente di essere lesbica: la rivelazione fece sì che l'episodio fosse il più seguito di tutta la serie. Divenne la prima attrice apertamente omosessuale che dava vita a un personaggio apertamente omosessuale in televisione. Dopo un calo di ascolti la sitcom venne cancellata, e Ellen tornò al circuito delle commedie teatrali. In seguito dichiara che dopo il coming out aveva incontrato difficoltà a ricevere nuove proposte di lavoro.

### L'Avventura dell'energia di Ellen
Ha partecipato a una serie di film per uno spettacolo chiamato L'Avventura dell'energia di Ellen, che fa parte dell'attrazione L'universo dell'energia al Walt Disney World di Epcot. Il film, in cui recitano anche Bill Nye, Alex Trebek, Michael Richards e Jamie Lee Curtis, tratta il tema dell'energia..

### La sitcomThe Ellen Show

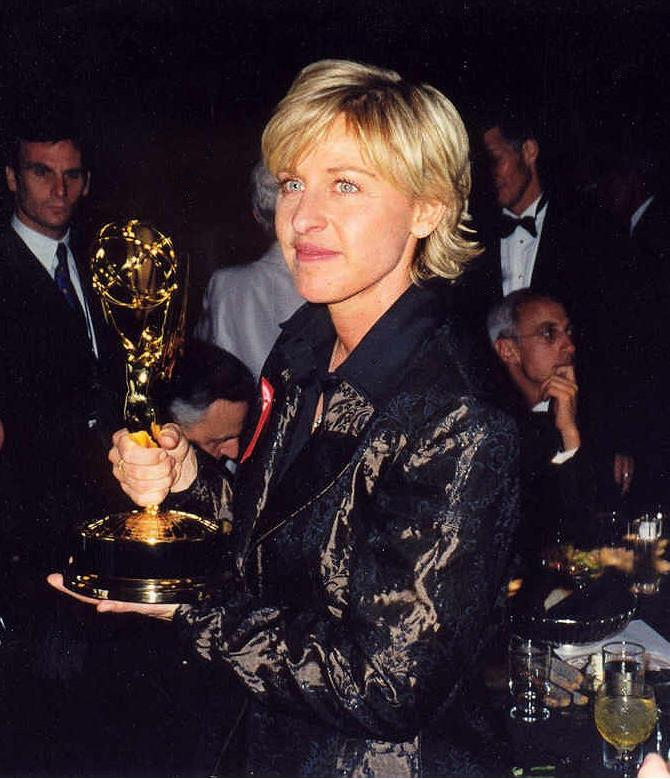
Ellen DeGeneres con l'Emmy che ha vinto nel 1997

Ellen è ritornata alle serie televisive nel 2001 con una nuova sitcom della CBS, The Ellen Show. Benché il suo personaggio fosse nuovamente omosessuale, questo non costituiva il tema centrale del programma. La serie ha ricevuto gli elogi della critica, ma i bassi ascolti ne hanno determinato la cancellazione dopo una sola stagione. Il 4 novembre 2001 ha partecipato allo spettacolo televisivo degli Emmy Awards, svoltosi dopo due cancellazioni dovute alla paura che una cerimonia festosa apparisse insensibile dopo gli attacchi terroristici dell'11 settembre 2001. Ellen ricevette prolungati applausi per la sua partecipazione a quella serata. Memorabile una sua frase:

### Doppiatrice
Ha prestato la sua voce a Dory, una pesciolina con la perdita della memoria a breve termine, nel film d'animazione della Pixar Alla ricerca di Nemo dell'estate del 2003. Il film ha ricevuto critiche entusiaste e rientra nella lista di film di maggiore incasso della storia del cinema.

### Talk show
Nel settembre del 2003 ha lanciato il suo talk show televisivo quotidiano The Ellen DeGeneres Show. Tra i talk show apparsi nel 2003 e condotti da celebrità, lo show ha conquistato ottimi indici di ascolto, ha ricevuto gli elogi della critica ed ha ottenuto numerose candidature e vittorie agli Emmy, vincendone anche per il "miglior talk show". Ellen è famosa per ballare con il pubblico all'inizio dello show. Il 17 novembre 2005 lo show è stato trasmesso al contrario (come il film Memento). Nel 2004 è apparsa nella campagna pubblicitaria dell'American Express e nel 2005 ha scritto un blog su The Huffington Post. Nell'agosto del 2005 è stata scelta ancora una volta come ospite della cerimonia degli Emmy Awards 2005, che si è tenuta il 18 settembre 2005. Lo spettacolo si è tenuto tre settimane dopo che l'uragano Katrina aveva devastato la costa del Golfo del Messico, così che era la seconda volta che Ellen presentava gli Emmy dopo una tragedia nazionale e dato che Ellen è di New Orleans la tragedia l'aveva colpita da vicino. Ha presentato la cerimonia dei Premi Oscar 2007.

### Dal 2009
Nel 2009 è giudice nella trasmissione della rete televisiva Fox So You Think You Can Dance. Nel 2010 è giudice nella competizione canora American Idol e presta la voce alla propria versione animata in un episodio della serie I Simpson. Nel 2011 pubblica il suo terzo libro (dopo My Point...And I Do Have One del 1995 e The Funny Thing Is... del 2003) intitolato Seriously...I'm Kidding, che ottiene un'accoglienza positiva e diventa un best seller. Nell'aprile 2012 è reso noto che la Pixar Animation Studios realizzerà il seguito del film Alla ricerca di Nemo (con uscita prevista per il 2016), basato sul personaggio del pesce Dory e che Ellen DeGeneres tornerà a prestare la propria voce nella versione originale. Nell'agosto 2013 viene comunicato che Ellen tornerà ad essere la presentatrice della serata degli Oscar nel 2014. Nella notte del 2 marzo 2014 scatta insieme ad altre celebrità il famoso selfie che raggiunse il record di 2 milioni di retweet in poche ore, superando di gran lunga il primato precedentemente detenuto da Barack Obama (per la foto scattata in occasione della sua rielezione).
Il 18 dicembre 2018 Netflix rilascia lo special Ellen DeGeneres: Relatable in cui appare Laura Dern tra il pubblico. Il 31 marzo 2021 partecipa tramite videomessaggio alla versione italiana di Game of Games su Rai2, augurando un buon inizio alla collega Simona Ventura che conduce un'edizione del suo programma, andato in onda dal 2017 al 2021 su NBC.

## Vita privata

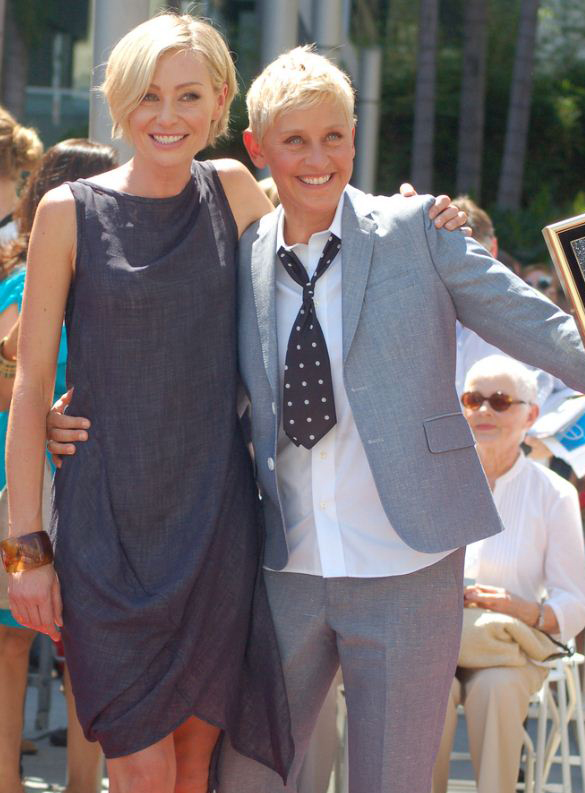
Ellen DeGeneres con la moglie Portia de Rossi alla cerimonia in cui ricevette la stella della Hollywood Walk of Fame nel 2012

Ha un fratello, Vance DeGeneres. Dal 1997 al 2000 ha avuto una relazione con l'attrice Anne Heche, che divenne subito materiale per la stampa scandalistica. Dopo la rottura, Ellen ha avuto una relazione con la fotografa e attrice Alexandra Hedison dal 2000 al 2004. Il 16 agosto 2008, dopo una lunga relazione, ha sposato a Los Angeles l'attrice australiana Portia de Rossi. Nel 2011 la rivista statunitense Forbes le inserisce nell'elenco delle coppie più potenti del mondo.
A ottobre 2011 Forbes pubblica l'Entertainment's Highest Earning Women, classifica delle donne che hanno guadagnato di più nell'ultimo anno all'interno della quale Ellen viene posizionata al quarto posto alla pari di Gisele Bündchen, Taylor Swift e Judith Sheindlin grazie ad un totale di 45 milioni di dollari. Nel suo libro Love, Ellen la madre di Ellen, Betty DeGeneres, dice di essere rimasta inizialmente sconvolta dalla rivelazione dell'omosessualità della figlia, ma di essere diventata poi una delle sue più grandi sostenitrici, entrando anche nel Movimento di liberazione omosessuale.
Nel maggio 2019 dichiara a Non c'è bisogno di presentazioni - Con David Letterman che, durante la sua adolescenza, fu molestata dal patrigno e di averlo poi detto solo diversi anni dopo alla madre, che però non le credette.

## Riconoscimenti
Nel corso della sua carriera ha ottenuto diversi premi: 1 Saturn Award, 3 American Comedy Awards, 1 Annie Awards, 20 Emmy Awards, 1 GLAAD Award, 1 Nickelodeon Kids' Choice Awards, 2 Producers Guild of America Awards, 20 People's Choice Awards, 1 Satellite Award, 3 Teen Choice Awardss, 1 TV Guide Award. Ha inoltre ricevuto 3 candidature ai Golden Globe, 3 agli Screen Actors Guild Awards ed una ai Grammy Awards e ricevuto la propria stella sulla Hollywood Walk of Fame.

## Filantropia e controversie

### Ambasciatrice umanitaria
Nel novembre 2011, il Segretario di Stato degli Stati Uniti d'America in carica Hillary Clinton ha nominato Ellen DeGeneres un inviato speciale per la consapevolezza dell'AIDS.
Il 3 dicembre 2011, DeGeneres ha presentato il gala annuale della David Lynch Foundation al Los Angeles County Museum of Art per raccogliere fondi per portare la meditazione trascendentale alle comunità internazionali che soffrono di stress cronico derivanti da epidemie e condizioni di vita precarie.

### Animalismo e vegetarismo
Ellen DeGeneres ha adottato la dieta vegana assieme alla moglie de Rossi. Nel 2016 ha dichiarato di aver reintrodotto il pesce nella sua dieta, e ha confermato di aver smesso di seguire uno stile di vita vegano.
Nel 2009 è stata nominata donna dell'anno dalla PETA, per i suoi contributi alla salvaguardia delle specie animali e degli ecosistemi. Nell'aprile 2013, ha donato 25.000 dollari per fermare la legislazione Ag-Gag in Tennessee, che avrebbe vietato agli agenti sotto copertura di registrare filmati di abusi sugli animali nelle fattorie e allevamenti dello stato federale.
Nel novembre 2017, è stato annunciato che il Presidente degli Stati Uniti d'America in carica Donald Trump avrebbe consentito l'importazione di trofei di elefanti dall'Africa. In risposta, Ellen DeGeneres ha creato una campagna in collaborazione con il suo marchio, ED Ellen DeGeneres, per raccogliere fondi per il David Sheldrick Wildlife Trust.
Nel gennaio 2018, per il 60º compleanno di Ellen, la moglie Portia de Rossi le ha regalato una struttura di salvaguardia per gorilla in Ruanda costruita a suo nome in associazione a Digit Fund.

### Amicizia con George W. Bush

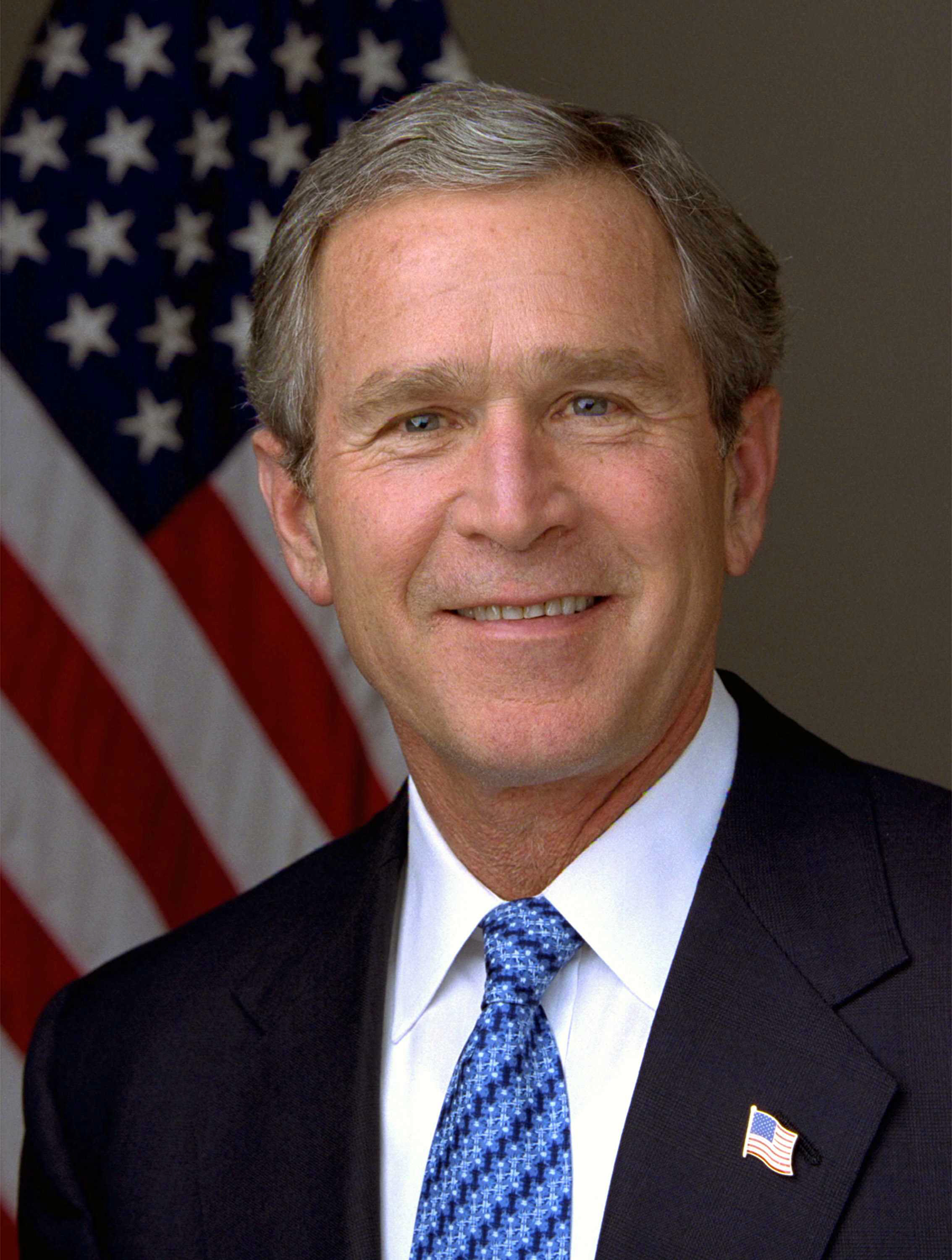
George W. Bush

Ellen è spesso apparsa in pubblico con l'ex Presidente degli Stati Uniti d'America George W. Bush, sia in eventi formali che informali, attirando numerose critiche a causa della passata opposizione dell'amministrazione Bush al matrimonio omosessuale e alla responsabilità per la guerra in Iraq. In risposta alle critiche, Ellen ha spiegato la sua amicizia con Bush in un monologo nel suo show, affermando che crede che le relazioni personali dovrebbero trascendere le differenze politiche e ha paragonato la sua amicizia con Bush alle sue amicizie con le persone che indossano pellicce, una pratica che la conduttrice condanna.

### Controversie sull'approccio televisivo
La conduttrice è stata accusata ripetute volte da parte dello staff e degli ospiti di essere eccessivamente irriverente sfiorando la cattiveria.  La YouTuber NikkieTutorials ha accusato Ellen di essere «fredda e distante», mentre la sua guardia del corpo Tom Majercak ha affermato che era stata «avvilente» nei suoi confronti agli Oscar 2014, avvisando la conduttrice di stare attenta a questi atteggiamenti.
La conduttrice all'apertura della diciottesima stagione dello show, a seguito delle accuse rivolte per le condizioni lavorative, alle indagini svolte e al conseguente licenziamento di tre produttori esecutivi, ha dichiarato: «Ci sono stati articoli sulla stampa e sui social media che dicevano che non sono chi sembravo essere in TV, perché sono diventata nota come la signora 'dell'essere buona', ma sono anche altro, sono triste, pensierosa, anche pazza e frustrata quando ci sono dei problemi, non posso essere sempre felice», sottolineando che ha iniziato a usare lo slogan "siate gentili gli uni con gli altri" dopo aver sentito che il mondo aveva bisogno di quel messaggio, dal momento in cui ha fatto coming-out. «Penso che ne abbiamo bisogno più che mai in questo momento».

#### Dakota Johnson

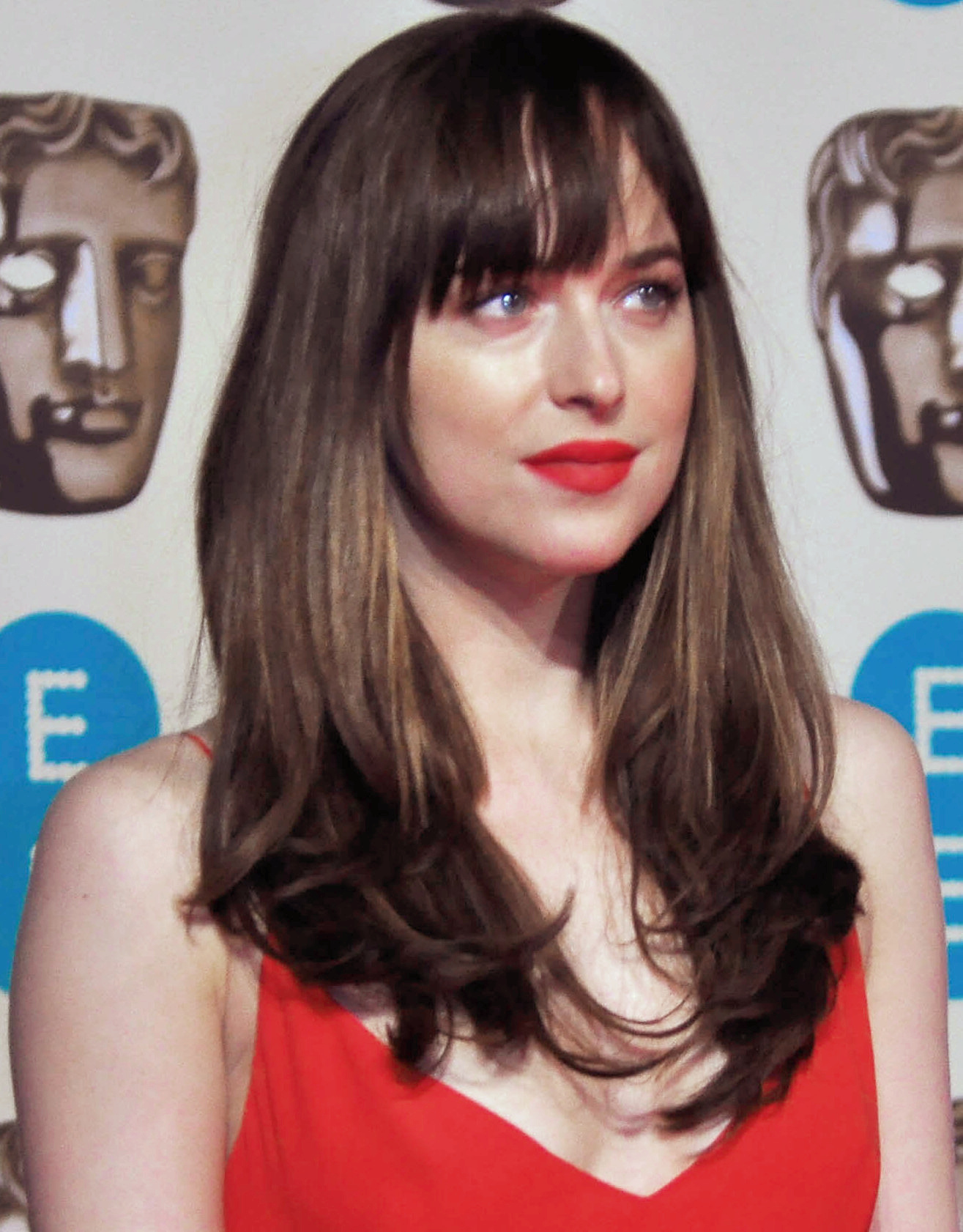
Dakota Johnson

Nel 2019 Ellen ha chiesto all'attrice Dakota Johnson perché non fosse stata invitata alla sua festa di compleanno per i suoi 30 anni. La Johnson ha risposto: «In realtà no, questo non è vero. L'ultima volta che sono stata allo show, un anno fa, hai insistito eccessivamente sul fatto di non averti invitata, ma non sapevo nemmeno che volessi essere invitata. Non sapevo nemmeno di piacerti». Ellen ha replicato che l'attrice le piaceva, senza ottenere risposta dalla Johnson. Ellen ha poi chiesto della comica Tig Notaro, esibitasi alla festa dell'attrice, ottenendo come risposta dalla Johnson: «È la mia comica preferita... a parte te!». La freddezza tra le due celebrità ha portato differenti interpretazioni sui social network e testate giornalistiche, soprattutto nei riguardi degli atteggiamenti insistenti della conduttrice.

#### Taylor Swift

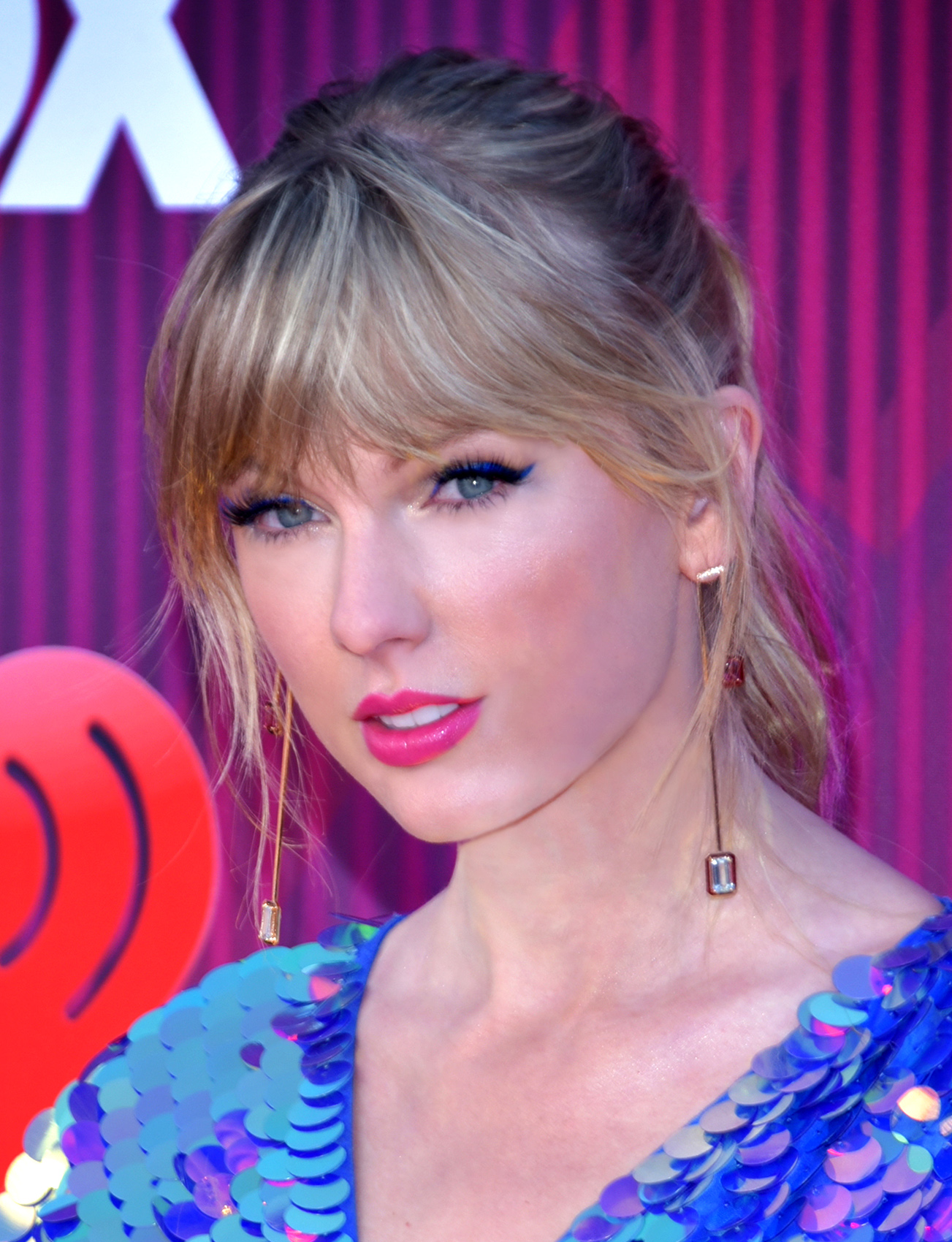
Taylor Swift

In un'intervista a Taylor Swift, Ellen ha chiesto chi fosse l'uomo a cui è dedicata la canzone del 2012 We Are Never Ever Getting Back Together. La Swift si è rifiutata di rispondere, e la conduttrice ha mostrato sugli schermi una serie di foto della Swift insieme a diverse celebrità, chiedendo alla cantautrice di indicare chi fosse l'uomo in questione, suonando una campana non appena fosse uscita la foto corretta. Taylor Swift, apparentemente a disagio, ha chiesto a Ellen di smettere. Successivamente alla messa in onda della puntata, Swift ha dichiarato «ogni volta che vengo nel suo show, lei mette un tizio diverso sullo schermo, questo mi fa mettere in dubbio ciò che io rappresento come essere umano».

#### Wendy Williams

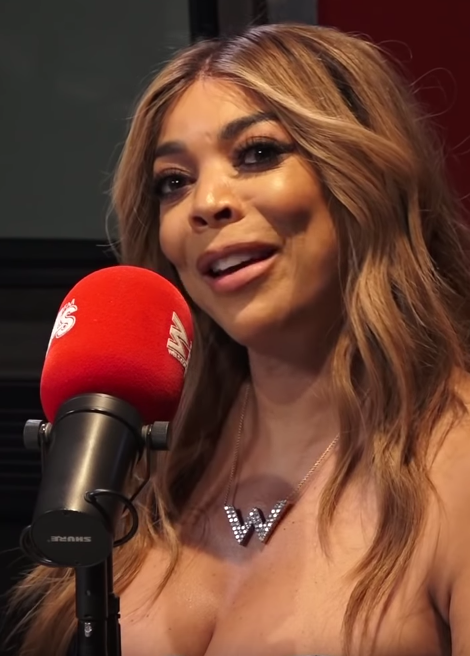
Wendy Williams

Nel 2013 Wendy Williams è stata intervistata in una puntata del The Ellen DeGeneres Show, in cui Ellen l'ha chiamata con tono scherzoso come «cattiva», esprimendo curiosità nel sapere se fosse mai finita in cause legali parlando male di altre celebrità nel suo show.

Nel maggio 2021, alcuni giorni dopo la notizia della chiusura del The Ellen DeGeneres Show, a seguito dei procedimenti giudiziari avvenuti nel 2020, la Williams ha dichiarato nel corso di una puntata del suo The Wendy Williams Show:
«Ellen, tutto quello che hai passato in tutti questi 19 anni, comprese le condizioni del posto di lavoro, che... a proposito credo che se ne stia andando a causa delle condizioni del posto di lavoro. [...] Tutti noi conosciamo persone che hanno lavorato nel suo show, alcune delle quali hanno lavorato anche qui, nel mio show. [...] Sono contenta che tu abbia ringraziato i tuoi fan, ma diciannove anni in TV... non ti cambiano la vita, ti espongono per la persona che sei veramente».
Ellen non ha rilasciato dichiarazioni riguardo alle affermazioni della collega, sebbene abbia suscitato scalpore nei principali tabloid internazionali.

### Controversie sulle condizioni lavorative delThe Ellen DeGeneres Show
Nel luglio 2020, a seguito delle indagini della WarnerMedia nei riguardi delle condizioni lavorative del The Ellen DeGeneres Show, che portarono al licenziamento di tre produttori esecutivi. Ellen ha confermato la chiusura dello show alla sua diciannovesima stagione nel 2022, dicendo: 
«Ho imparato che qui sono successe cose che non sarebbero mai dovute succedere. Lo prendo molto seriamente, e voglio dire che mi dispiace molto alle persone che sono state colpite. [...] So che sono in una posizione di privilegio e potere, e mi rendo conto che con questo arriva la responsabilità. E mi prendo la responsabilità per quello che succede al mio show».
La conduttrice ha successivamente affermato a Today che le accuse le sono sembrate «orchestrate» e di non aver ancora compreso come possano essere uscite queste voci. Ha inoltre dichiarato di non poter essere a conoscenza di ciò che accadeva nei diversi uffici poiché vi sono oltre 200 lavoratori e nessuno è mai venuto personalmente a raccontarle questi fatti.

### Isolamento per COVID-19
Il 6 aprile 2020, a seguito della pandemia di COVID-19, The Ellen DeGeneres Show è stato trasmesso dalla sua abitazione a Beverly Hills per garantire il distanziamento sociale ai dipendenti ed eliminare il pubblico televisivo in studio. Nel corso della presentazione della puntata la conduttrice, dopo aver mandato messaggi di speranza ai telespettatori, paragona il suo stato di reclusione ad una prigionia. Nell'immediato numerosi utenti dei principali social network hanno iniziato a criticare Ellen per aver mancato di sensibilità nei confronti dei detenuti, sia per il paragone degli edifici penitenziari rispetto alla villa da 50 milioni di dollari di sua proprietà, che per le condizioni sanitarie precarie delle carceri.

## Filmografia

### Attrice

#### Cinema
- Teste di cono (Coneheads), regia di Steve Barron (1993)
- Un marito quasi perfetto (Mr. Wrong), regia di Nick Castle (1996)
- Goodbye Lover, regia di Roland Joffé (1998)
- EdTV, regia di Ron Howard (1999)
- La lettera d'amore (The Love Letter), regia di Peter Chan (1999)
- Women (If These Walls Could Talk 2), regia di Jane Anderson, Martha Coolidge e Anne Heche (2000)

#### Televisione
- Duetto - serie TV, 2 episodi (1989)
- Ellen - serie TV, 109 episodi (1994-1998)
- Pappa e ciccia (Roseanne) - serie TV, episodio 7x23 (1995)
- Innamorati pazzi (Mad About You) - serie TV, episodio 6x23 (1998)
- Saturday Night Live - programma televisivo (2001)
- Will & Grace - serie TV, episodio 3x15 (2001)
- The Ellen Show - serie TV, 18 episodi (2001-2002)
- The Ellen DeGeneres Show - programma televisivo (2003-2022)
- Six Feet Under - serie TV, episodio 4x03 (2004)
- Joey - serie TV, episodio 2x08 (2005)
- American Idol - programma televisivo (2010) - giudice
- The Big Bang Theory - serie TV, episodi 10x09 e 12×18 (2016-2019)
- Ellen DeGeneres: Relatable - stand-up comedy (2018)
- Ellen DeGeneres: For Your Approval - stand-up comedy (2024)

#### Video musicali
| Anno | Titolo                     | Artista/i              |
| ---- | -------------------------- | ---------------------- |
| 1997 | A Change Would Do You Good | Sheryl Crow            |
| 2018 | Girls like You             | Maroon 5 feat. Cardi B |
| 2019 | You Need to Calm Down      | Taylor Swift           |

### Doppiatrice
- Il dottor Dolittle (Dr. Dolittle), regia di Betty Thomas (1998)
- Alla ricerca di Nemo (Finding Nemo), regia di Andrew Stanton (2003)
- I Simpson (The Simpsons) - serie TV, episodio 21x23 (2010)
- Alla ricerca di Dory (Finding Dory), regia di Andrew Stanton (2016)
- Alla ricerca di Dory - Interviste al parco oceanografico (Finding Dory: Marine Life Interviews), regia di Ross Stevenson - cortrometraggio (2016)

### Produttrice
- Nancy Drew e il passaggio segreto (Nancy Drew and the Hidden Staircase), regia di Katt Shea (2019)

## Pubblicazioni
- My Point... And I Do Have One (1995)
- The Funny Thing Is... (2003)
- Seriously... I'm Kidding (2011)

## Discografia
- Ellen Degeneres: Taste This

## Doppiatrici italiane
- Cristiana Lionello in Ellen, Goodbye Lover, La lettera d'amore, The Big Bang Theory
- Cristina Boraschi in Un marito quasi perfetto
- Fabrizia Castagnoli in Edtv
- Chiara Colizzi in Joey

Come doppiatrice, viene sostituita da:
- Carla Signoris in Alla ricerca di Nemo, Alla ricerca di Dory